# St Helens RFC
St Helens Rugby Football Club es un equipo profesional de rugby league de Inglaterra con sede en la ciudad de Saint Helens.
Participa anualmente en la Super League, la principal competición de la disciplina en el país.
El equipo hace como local en el Totally Wicked Stadium, con una capacidad de 18 000 espectadores, estadio que comparte con las divisiones menores del club de fútbol, Liverpool F.C.

## Historia
El equipo fue fundado en 1873, siendo uno de los clubes más antiguos de la Rugby Football League, la asociación inglesa de rugby league.
El equipo participó en la primera edición del campeonato inglés de rugby league, finalizando en la 14ª posición.
Durante su larga historia, se ha consolidado como uno de los clubes más exitoso en el deporte a nivel mundial, consiguiendo 17 títulos a nivel local, el primero en 1932 y tres títulos a nivel mundial (2001, 2007 y 2023).

## Palmarés

### Títulos mundiales
- World Club Challenge (2): 2001, 2007, 2023

### Títulos nacionales
- Super League (17): 1932, 1953, 1959, 1966, 1970, 1971, 1975, 1996, 1999, 2000, 2002, 2006, 2014, 2019,[2] 2020, 2021, 2022

- Challenge Cup (13): 1956, 1961, 1966, 1972, 1976, 1996, 1997, 2001, 2004, 2006, 2007, 2008, 2021

- League Leaders' Shield (10): 1996, 2002, 2005, 2006, 2007, 2008, 2014, 2018, 2019, 2022